# Alan Bennett
Alan Bennett, född 9 maj 1934 i Leeds, West Yorkshire, är en brittisk författare, skådespelare, komiker och dramatiker.

## Biografi
Bennett föddes i Armley i Leeds i Yorkshire. Han var son till en slaktare. Bennett studerade vid Leeds Modern School (nu Lawnswood School) och vid Sidney Sussex College, Cambridge och senare vid Oxfords universitet där han läste historia. Då han studerade vid Oxford medverkade han i The Oxford Revue. Han stannade vid universitetet under flera år och undervisade i medeltidens historia.

## Karriär
I augusti 1960 deltog Bennett tillsammans med Dudley Moore, Jonathan Miller och Peter Cook vid Edinburgh Festival i den satiriska revyn Beyond the Fringe. Efter festivalen fortsatte showen i London och New York. Han spelade även med i My Father Knew Lloyd George. Vid denna tid spelade Bennett oftast rollen som kyrkoherde.
Bennetts första teaterpjäs, Forty Years On, sattes upp 1968. Många TV-, teater- och radiopjäser följde, men också filmmanus, noveller, romaner, en mängd fackböcker, TV-sändningar och flera framträdanden som skådespelare. 
Många av Bennetts karaktärer är otursförföljda och förtryckta, eller undergivna och förbisedda. Livet har fört in dem i en återvändsgränd, eller har bara passerat dem. I många fall har de mötts av besvikelse vad gäller sex och intima relationer, till stor del på grund av försiktighet och genom misslyckanden med att få kontakt med andra.
1987 gjorde han Talking Heads, en serie monologer för TV som senare även sattes upp på Comedy Theatre i London 1992. Det var en sextett komiska stycken. Han följde upp med en andra omgång av sex Talking Heads-stycken ett årtionde senare.
I sin prosasamling Untold Stories, 2005 har Bennett skrivit om sin mors mentalsjukdom och hur den påverkade henne och övriga familjemedlemmar. Många av hans verk baseras på hans bakgrund i Leeds. 
The Lady in the Van baserades på hans erfarenheter av en luffare som kallades Miss Shepherd som bodde på Bennett's driveway i ett flertal olika förfallna husvagnar i mer än femton års tid. En radiopjäs med samma titel sändes 21 februari 2009 på BBC Radio 4, med skådespelerskan Maggie Smith i rollen som Miss Shepherd och Alan Bennett som spelade sig själv. 
1994 skrev Bennett filmmanus till sin framgångsrika pjäs The Madness of George III, 1991. Filmen Den galne kung George fick fyra Oscar-nomineringar, bland annat nomineringar för Bennetts manus och för Nigel Hawthornes och Helen Mirrens skådespeleri. 
Bennetts pjäs The History Boys vann tre Laurence Olivier Awards i februari 2005, för bästa nya pjäs, bästa skådespelare (Richard Griffiths) och bästa regissör (Nicholas Hytner). Den har även vunnit Critics' Circle Theatre Awards och Evening Standard Awards för bästa skådespelare och bästa pjäs. 
The History Boys fick även ta emot sex Tony Awards på Broadway, bland annat för bästa teateruppsättning, bästa huvudrollsinnehavare i en pjäs (Richard Griffiths), bästa kvinnliga skådespelare i en pjäs (Frances de la Tour) och bästa teaterregi (Nicholas Hytner).
En filmversion av The History Boys släpptes i Storbritannien 2006.  
September 2005 avslöjade Bennett att han 1997 hade behandlats för cancer som nu var tillbaka. Han påbörjade Untold Stories (utgiven 2005) med tanken att den skulle ges ut postumt. Cancern gick dock tillbaka. I de självbiografiska texterna som utgör en stor del av boken skriver Bennett för första gången om sin homosexualitet. 
2008 donerade Bennett sitt arkiv med arbetsmaterial, opublicerade manuskript, dagböcker och böcker till Bodleian Library.

## Verk

### Film
- Long Shot, 1980
- Dreamchild (endast röst), 1985
- The Secret Policeman's Ball, 1986
- The Secret Policeman's Other Ball, 1982
- A Private Function (filmmanus), 1986
- Pleasure At Her Majesty's, 1987
- Prick Up Your Ears (filmmanus), 1987
- Little Dorrit, 1987
- Wind in the Willows animerad, 1994
- Parson's Pleasure (författare), 1995
- Den galne kung George (filmmanus efter hans pjäs The Madness of George III), 1995
- The History Boys (filmmanus, efter hans pjäs med samma namn), 2006
- 2025 – The Choral

### Utgivet på svenska
- Drottningen vänder blad (The Uncommon Reader) Ordfront, 2008
- Snusk (Smut) Ordfront, 2011

## Priser och utmärkelser
- Hawthornden Prize 1989 för Talking Heads